# Еврейская община Москвы
Еврейская община Москвы ведет свою историю с XVII века.

## История
Евреи начали селиться в Москве в XVII веке. В XIX веке, когда поселение евреев за чертой оседлости было запрещено, только евреям-кантонистам было разрешено селиться в городе после окончания военной службы. Кроме того, с 1828 года по 1856 год евреям-купцам разрешалось временно проживать в Москве в специально отведенном Глебовском подворье (с запретом выхода за его пределы в ночное время). В 1848 году в городе проживало 313 евреев. В 1861 году во время правления Александра II было разрешено «полезным евреям» (торговцам, ученым и ремесленникам) селиться в Москве, и несмотря на указ 1879 года, запрещавший евреям проживать в «исконно русской столице», к 1890 году число евреев в городе возросло до 40.000. Также было сделано несколько исключений, например для Исаака Левитана. В этот период также были построены в Москве главные синагоги, гимназии и благотворительные заведении общины, большинство из этих зданий находились в районе Марьиной рощи и Зарядья.

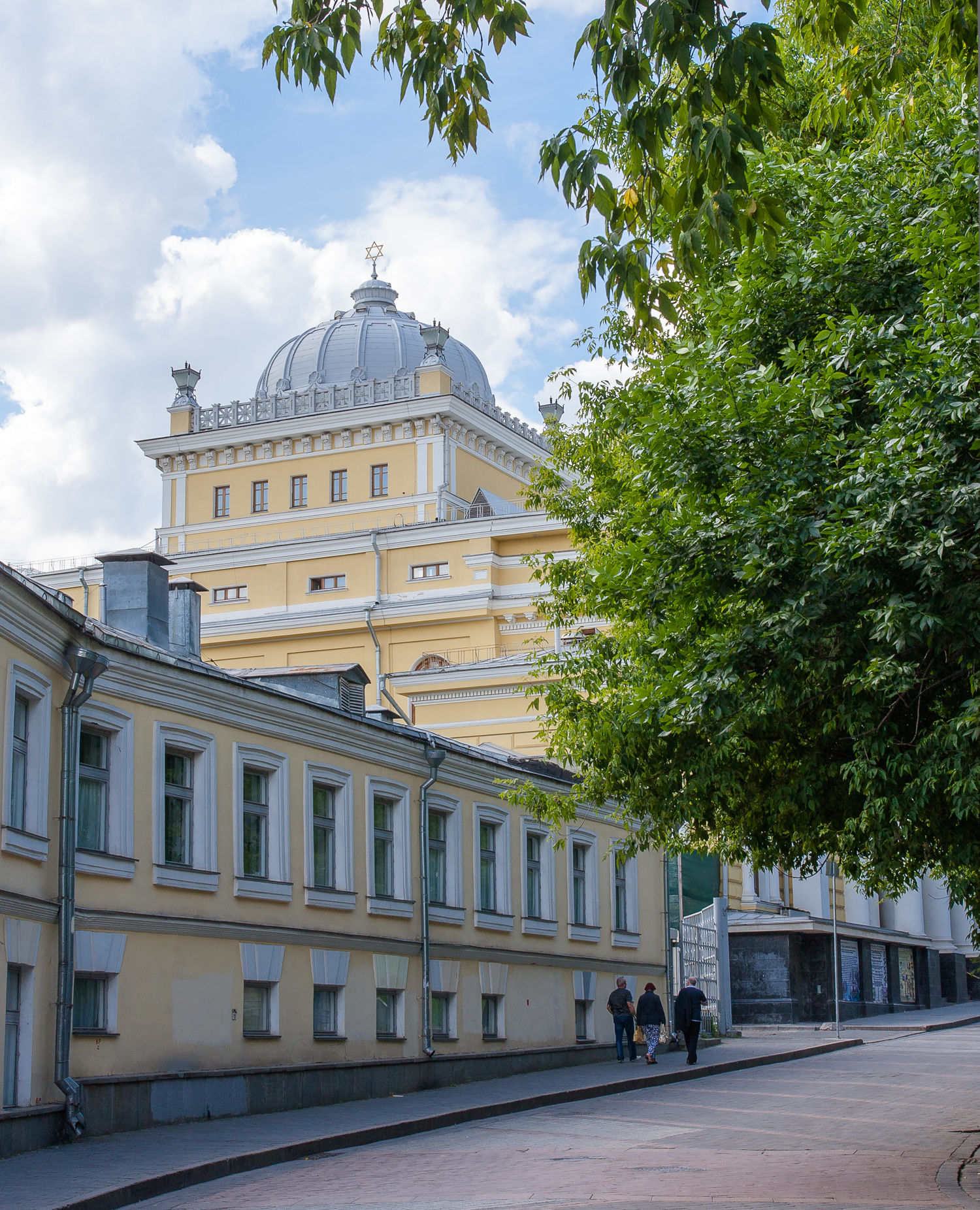
Московская хоральная синагога

После убийства Александра II в 1881 году было приостановлено зачисление еврейских студентов в университеты и школы и в 1891 году евреям было запрещено жить в Москве.
После февральской революции 1917 года черта оседлости была официально отменена и община, начавшая рост ещё раньше за счёт беженцев с Украины и из Польши, легализовалась. Евреи становятся второй по численности этнической группой в Москве. В 1920-х и 1930-х годах в городе развивались, при государственной поддержке, идишская культура и литература с целью привлечь местных евреев. В городе также работал государственный театр на идиш, чьим первым производством (1921 г.) была постановка историй Шолом-Алейхема с наборами Марка Шагала. В 1939 г. в городе проживало 250 000 евреев.
Во время Великой Отечественной войны, как и местное население, многие евреи эвакуировались из города и вернулись после окончания войны. Многие отправились на фронт, в том числе добровольцами. В 1970 году еврейское население города составляло 250.000 человек.
В период распада Советского Союза большая часть евреев эмигрировала. Часть оставшихся евреев начали возрождение еврейской религиозной жизни, руководящие органы еврейских организаций России были сосредоточены в Москве и ряд[сколько?] синагог вновь был открыт. В 2010 году было 53 000 евреев, живущих в Москве, хотя, по оценкам, насчитывается около 150 000 людей еврейского происхождения в городе.

## Современный этап еврейской жизни в Москве

### Центр толерантности
В конце 1990-х годов у лидеров Федерации Еврейских общин России (ФЕОР) Александра Моисеевича Бороды, Боруха Горина и главного раввина России Берла Лазара возникла идея создания Еврейского музея, для которого община запросила выделить дополнительный участок земли вблизи от уже построенного ранее Московского еврейского общинного центра. В январе 2001 года правительство Москвы передало общине просторную территорию ликвидированного Бахметьевского автобусного парка, основной гараж которого, площадью около 8500 м²., является образцом русского конструктивизма и был построен в 1927 году (авторы проекта — Константин Мельников и Владимир Шухов).
Реставрацию заброшенных производственных помещений начал благотворительный Фонд развития и поддержки искусства «Айрис», основанный Дарьей Жуковой. Первым объектом музея стал летом 2008 года Центр современной культуры «Гараж». Музей открылся 11 ноября 2012 года. При содействии президента России В. В. Путина музею была передана из Российской государственной библиотеки знаменитая библиотека Шнеерсона — коллекция древнееврейских книг и рукописей. Музей представляет собой культурно-образовательный центр, созданный по концепции «edutainment» (образование в развлекательном формате), в которой широко используются медиатехнологии.

### Организации

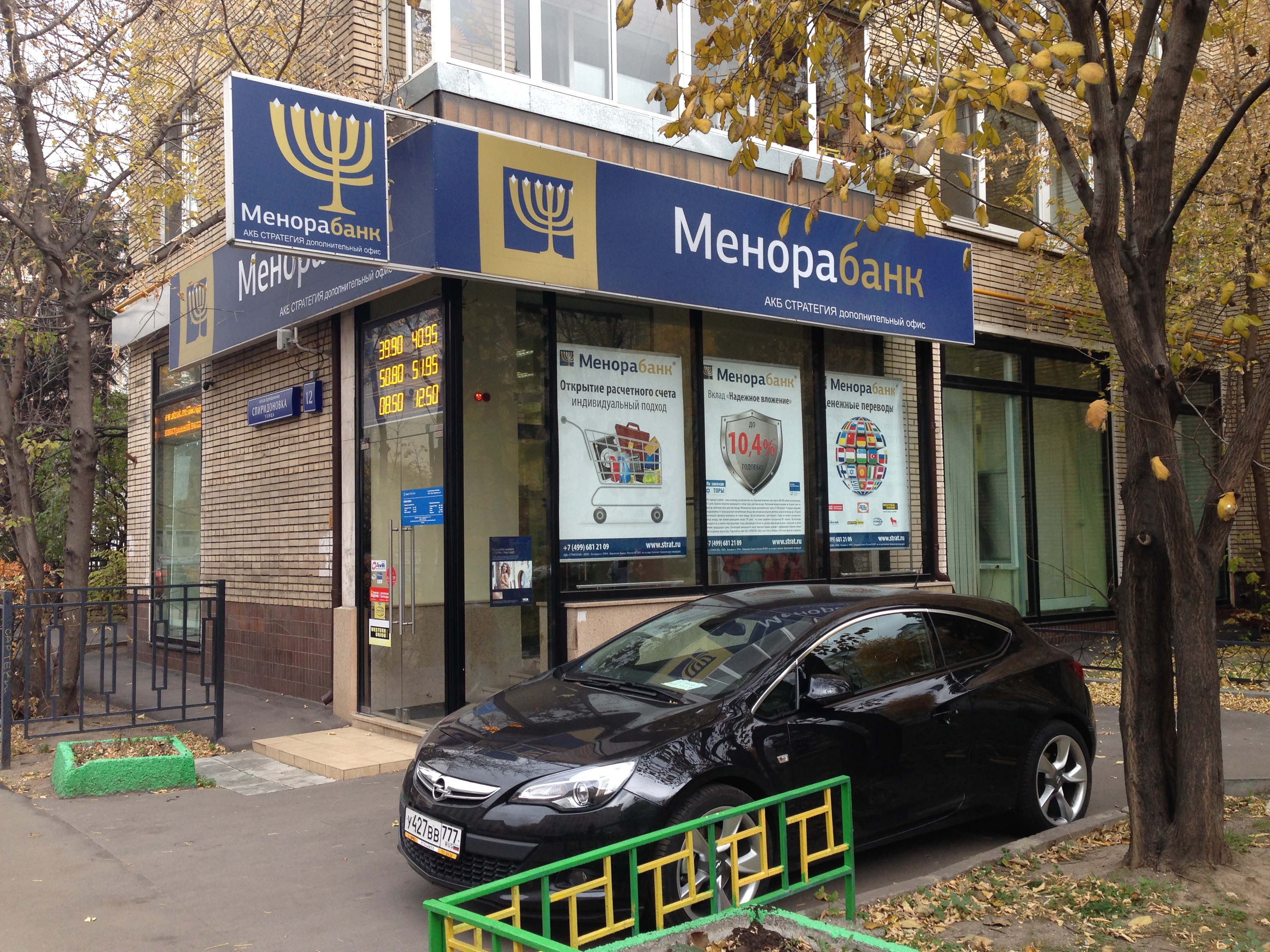
Менора банк. г. Москва, 2014.

На 2025 год в Москве действуют 16 синагог и около 20 общин под эгидой Московского еврейского общинного центра:
- Еврейский религиозно-культурный центр «Жуковка»;
- Израильская община;
- Малаховский еврейский общинный центр;
- Бейт Хабад МГИМО;
- Община «Бейт Хая»;
- Община «Маген Давид-Хама»;
- Община «Новые Вешки»;
- Община «Хамерим»;
- Община «Химки-Куркино»;
- Общины бухарских евреев, грузинских евреев;
- Объединения горских евреев: Община, община горских евреев «Шаарей Кедуша», Объединение горских евреев;
- Община в Измайлово «Цемах-Цедек»;
- Региональные общины в Мытищах, в Филях, в Пушкино, в Щукино («Дом Давида»), на Ленинском проспекте;
- община в Чистых прудах;
- община на Хорошёвском проспекте;
- сообщество «Среди своих» в Хамовниках, основанное на традициях Хабад[5].

## Антисемитские инциденты
С 1991 года было несколько антисемитских инцидентов в Москве: 31 декабря 1993 года неизвестные (предположительно, члены РНЕ) сожгли синагогу в Марьиной Роще, в 2006 году Александр Копцев ранил ножом 9 человек в синагоге на Большой Бронной и в 1999 году была неудачная попытка взрыва в той же синагоге.